# Qui es-tu ?
Qui es-tu ? (That's You!) est un jeu vidéo de type party game sorti le 5 juillet 2017 sur Playstation 4. Il a été développé par Wish Studios, et édité par Sony Interactive Entertainment Europe.

## Système de jeu
Le jeu requiert en plus de la console Playstation 4, un appareil sous Android ou iOS, compatible avec l'application du jeu qu'il faut télécharger. Une partie nécessite deux à six joueurs, chacun avec un terminal compatible. Les parties locales peuvent se jouer de deux à six personnes devant la même console, contrairement aux parties en ligne ou chaque console ne peut accueillir qu'un seul joueur. Chaque joueur remplit alors prend un selfie qui servira à l'identifier durant le jeu. Des questions vont alors être posées, par exemple : « Qui est le pire chef cuisinier ? Quel membre de votre famille survivrait le plus longtemps en pleine nature ? » Chaque joueur doit alors sélectionner la photo du joueur qui, selon eux, répond à la question. La réponse ayant obtenu le plus de voix, fait gagner à chaque personne qui l'a choisi des points. En cas d'égalité, chaque personne gagne des points. D'autre questions impliquent également de dessiner sur son téléphone, ce qui classe donc le jeu en PEGI 12+ à cause de son caractère potentiellement violent ou sexuel.
Les joueurs peuvent également créer leurs propres questions.

## PlayLink
Qui es-tu ? est le premier jeu de la gamme PlayLink lancé par Sony. Ces jeux nécessitent en plus de la console, un terminal Android ou iOS avec l'application du jeu. On peut notamment citer dans cette gamme les jeux :
- Hidden Agenda ;
- SingStar Celebration ;
- Frantics ;
- La Planète des Singes : La Dernière Frontière ;
- Erica.